# Novembre 2018
Novembre 2018 est le 11e mois de l'année 2018.

## Évènements
- 2 novembre : en Égypte, un attentat contre la communauté chrétienne, revendiqué par l'État islamique, fait au moins 7 morts[1].
- 4 novembre : référendum sur l'indépendance de la Nouvelle-Calédonie ; celle-ci est refusée par 56,4 % des voix.
- 5 novembre :
  - l'effondrement de deux immeubles dans le centre-ville de Marseille fait huit morts ;
  - début du procès aux États-Unis du narcotrafiquant mexicain El Chapo, considéré comme le plus gros trafiquant de drogue au monde, reconnu coupable en février 2019 de tous ses chefs d'inculpation.
- 6 novembre : 
  - élections législatives, sénatoriales et des gouverneurs aux États-Unis ;
  - référendum constitutionnel à Antigua-et-Barbuda ;
  - référendum constitutionnel à la Grenade ;
  - référendum constitutionnel aux Samoa américaines.
- 7 novembre : 
  - élection présidentielle à Madagascar (1er tour) ;
  - une fusillade fait 13 morts à Thousand Oaks, en Californie.
- 9 novembre au 28 novembre : Championnat du monde d'échecs à Londres, entre le norvégien Magnus Carlsen et l'américain Fabiano Caruana.
- 11 novembre : commémoration internationale de l'armistice de 1918 à Paris (France).
- 12 novembre : Francis Joyon remporte la Route du Rhum devant François Gabart.
- 13 novembre : massacre de La Saline en Haïti.
- 14 novembre : élections législatives aux Fidji.
- 16 novembre :
  - les participants de la 26e conférence générale des poids et mesures votent pour la redéfinition de quatre unités du Système international d'unités : le kilogramme, la mole, le kelvin et l'ampère ;
  - début du mouvement des Gilets jaunes en Belgique, et donc dans le monde.
- 17 novembre : première manifestation des Gilets jaunes en France.
- 24 novembre :
  - élections législatives à Bahreïn ;
  - référendum, élections municipales et provinciales à Taïwan.
- 25 novembre :
  - votations en Suisse ;
  - référendum au Liechtenstein ;
  - le Conseil européen signe l’accord de retrait du Royaume-Uni de l'Union européenne.
- 26 novembre :
  - à la suite de l’incident du détroit de Kertch, la loi martiale est instaurée dans une partie de l'Ukraine pour trente jours ;
  - la sonde InSight atteint le sol martien.
- 28 novembre : Salomé Zourabichvili est élue au 2e tour de l'élection présidentielle en Géorgie.
- 30 novembre et 1er décembre : sommet du G20 à Buenos Aires.